# Linia kolejowa Karlovy Vary – Mariánské Lázně
Linia kolejowa Karlovy Vary – Mariánské Lázně (Linia kolejowa nr 149 (Czechy)) – jednotorowa, regionalna i niezelektryfikowana linia kolejowa w Czechach. Łączy Karlowe Wary i Mariańskie Łaźnie. Przebiega w całości przez terytorium kraju karlowarskiego.